# Autocostruzione (astronomia)

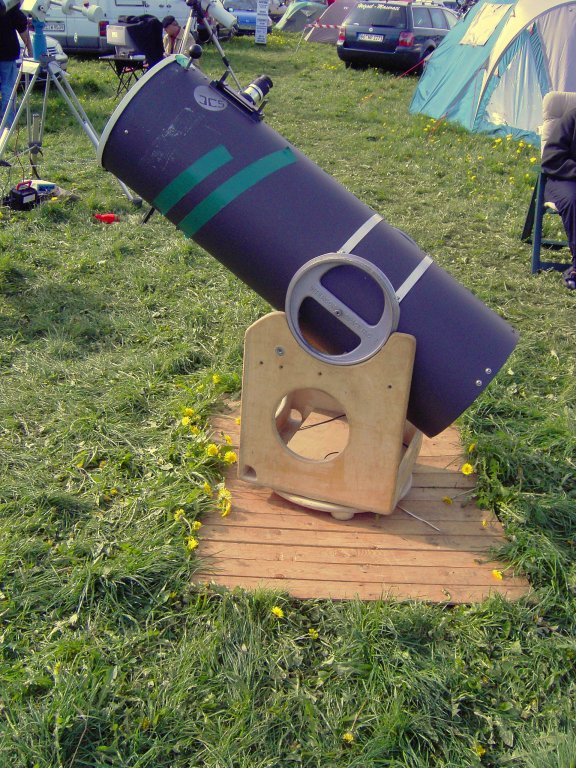
Un telescopio con montatura dobsoniana autocostruito.

L'autocostruzione è una branca dell'astronomia amatoriale che si occupa della progettazione e della costruzione di strumenti per l'astronomia.
In ambito astrofilo l'autocostruzione è sviluppata tra coloro che abbiano particolari conoscenze tecniche di strumentazione onde abbattere i costi alti del settore. Essa viene applicata sia per la semplice modifica di uno strumento, sino alla completa costruzione di un osservatorio astronomico. Di questi ultimi ne sono stati realizzati anche controllati a distanza .
In quest'ambito è possibile trovare moltissime soluzioni con un costo dei materiali a volte irrisorio. Esistono esempi di autocostruzione di telescopi, specchi e lenti, filtri solari, meridiane e persino camere CCD.
Nel 1996 fu costruito "Hercules", il più grande telescopio trasportabile autocostruito con obiettivo di 41,2 pollici.

## Storia dell'autocostruzione

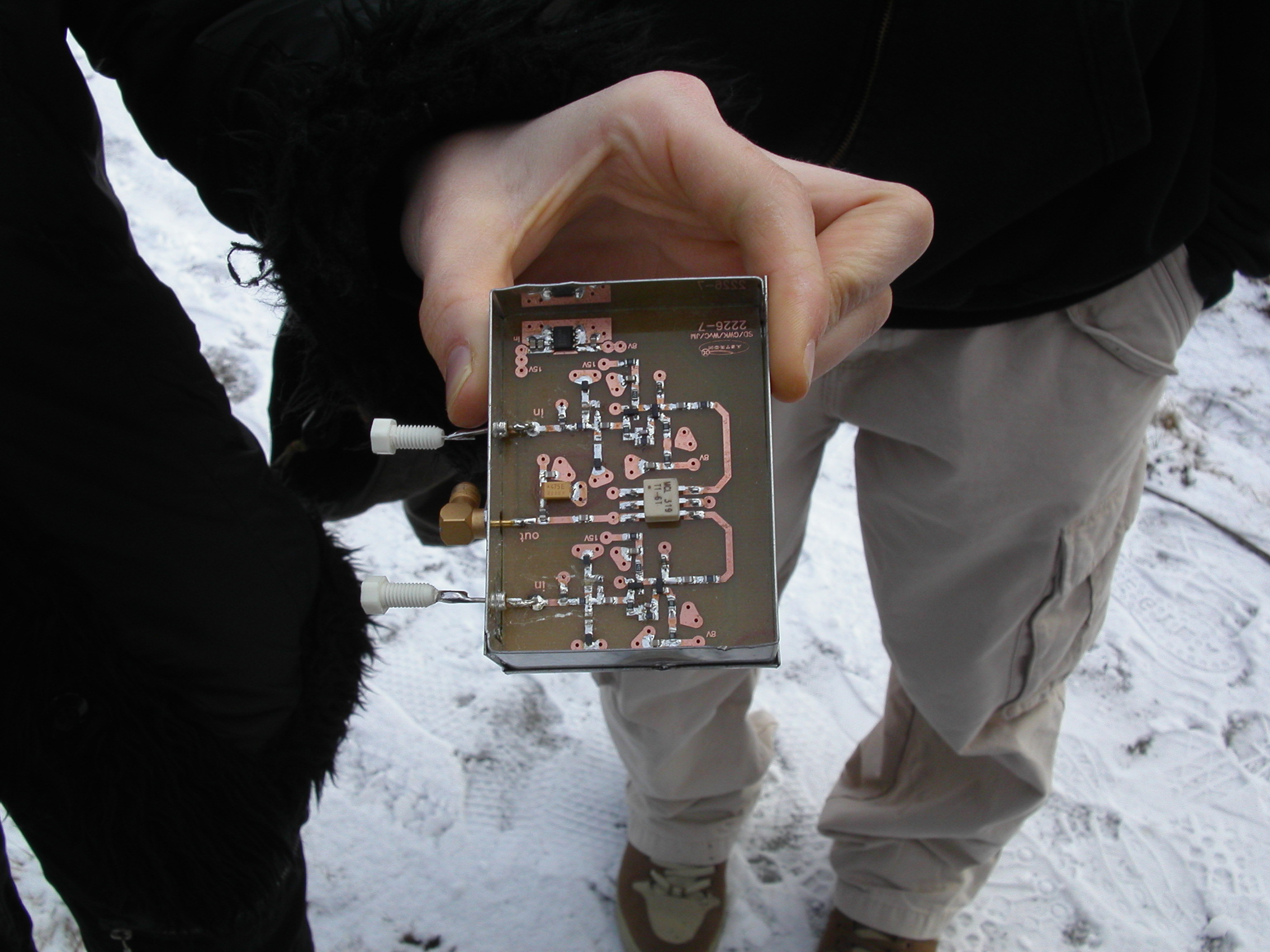
Una scheda elettronica per telescopi autocostruita

Fra i primi astronomi che scrutarono il cielo con uno strumento, molti dovettero costruirlo con le proprie mani, in tutto o in parte, ma solo nel XX secolo l'astronomia amatoriale diventa un fenomeno di massa.
Prima dell'avvento delle produzioni in serie, anche il prezzo degli strumenti più modesti era proibitivo per l'aspirante astronomo dilettante, perciò costruirsi il proprio strumento era l'unico modo economicamente fattibile per osservare il cielo con un telescopio. Negli anni Venti del XX secolo, comparvero diverse pubblicazioni, che stuzzicarono l'interesse di chi desiderava costruire un telescopio . In seguito altre occasioni provennero dal mercato surplus di componenti ottici e meccanici dismessi dopo la seconda guerra mondiale e più tardi col lancio dello Sputnik e l'avvio della corsa allo spazio.
Negli anni Cinquanta del Novecento John Dobson realizzò un tipo di telescopio che prese il suo nome: il telescopio dobsoniano, formato da un tubo ottico newtoniano, appoggiato su una forcella dalla base ruotabile, con la funzione di un'elementare montatura altazimutale. Pur non essendo particolarmente innovativo in nessuno degli elementi usati in questo design, nell'insieme fu l'uovo di Colombo che permise di costruire telescopi amatoriali di grande diametro e contemporaneamente economici e facili da usare per l'uso visuale.
Più tardi, Mel Bartels con le sue prime schede elettroniche realizzò il sogno di molti astrofili, consentendo di automatizzare il proprio telescopio, grazie a motori ed elettronica per l'inseguimento siderale ed il puntamento automatico.